# In Love with a Girl
In Love with a Girl è un singolo del cantante statunitense Gavin DeGraw, pubblicato il 5 febbraio 2008. Il brano anticipa l'album Gavin DeGraw, uscito nel maggio dello stesso anno.

## Il video
Il video di In Love with a Girl è stato trasmesso in anteprima su Yahoo! Music, il 25 marzo 2008. Kristin Cavallari recita nel ruolo della ragazza a cui è interessato il cantante.

## Classifiche
| Classifica (2008) | Posizione massima |
| ----------------- | ----------------- |
| Belgio (Fiandre)  | 67                |
| Canada            | 88                |
| Danimarca         | 24                |
| Paesi Bassi       | 40                |
| Italia            | 41                |
| Stati Uniti       | 24                |
| Svizzera          | 73                |